# 엘렌 클레혼

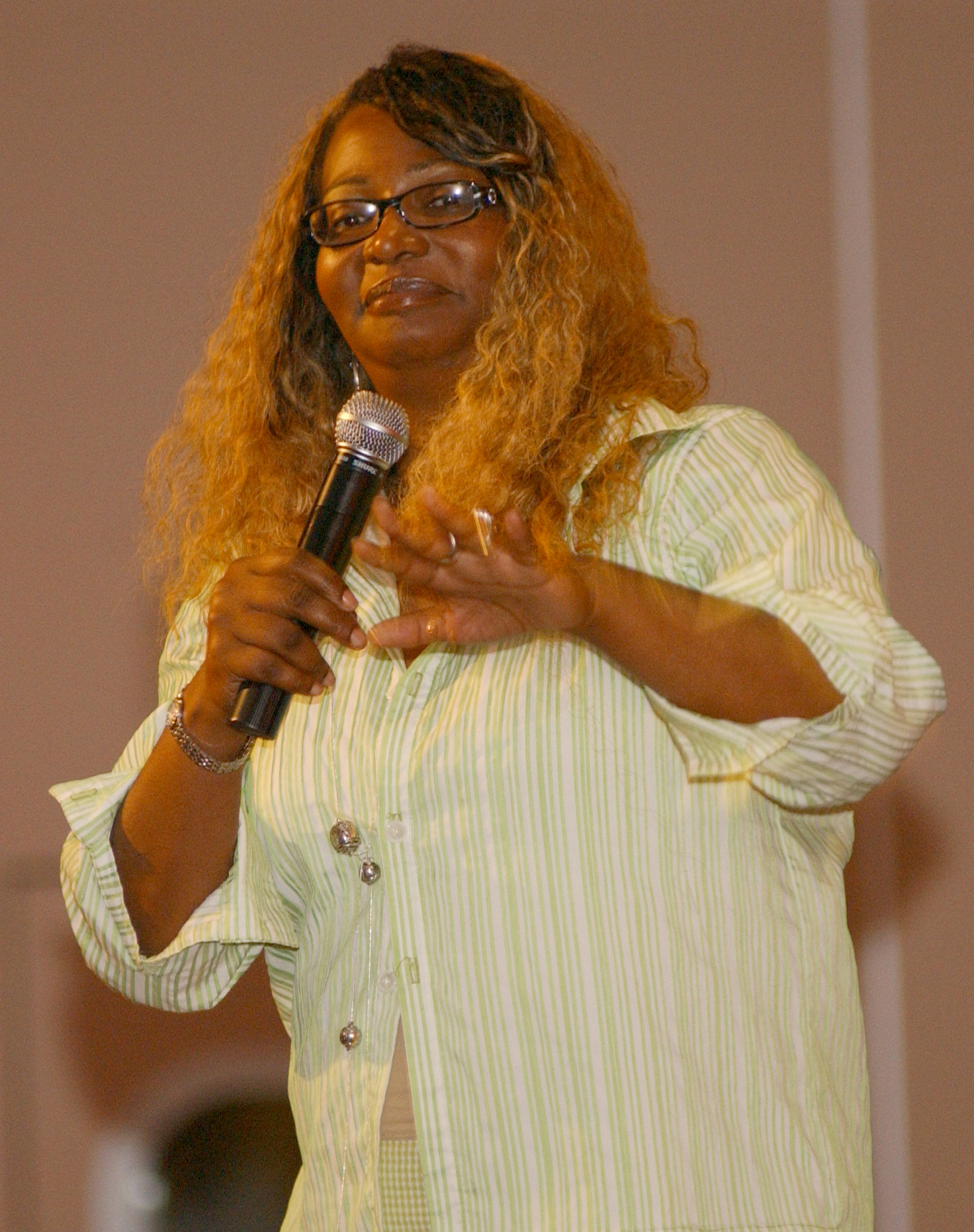

엘런 클레그혼(Ellen Cleghorne, 1965년 11월 29일 ~ )은 미국의 배우이다.
브루클린에서 태어났다.

## 출연 작품
- 매티 프레스노 앤 더 홀로플럭스 유니버스 (2007년)
- 풀 클립 (2004년)
- 킹덤 컴 (2001년)
- 리틀 니키 (2000년)
- 밀리언 달러 호텔 (2000년)
- 코요테 어글리 (2000년)
- 아마겟돈 (1998년) - 간호사 헬가 역
- 미스터 러버 (1996년)
- 페레즈 패밀리 (1995년)
- 행복 찾기 (1992년)

### 텔레비전
- 새터데이 나이트 라이브 (1991-95)
- Saturday Night Live in the '90s: Pop Culture Nation (2007) - 본인 (TV 스페셜)